# Cycle éruptif
Un cycle éruptif est une période d'activité d'un volcan, qui débute par la fin d'un état de repos, par exemple par un premier trémor, et se termine par un retour au repos. De nombreux volcans présentent des cycles éruptifs qui se succèdent à intervalles relativement réguliers et se déroulent de façon analogue, au moins qualitativement.
On parle aussi de cycles éruptifs pour différents phénomènes paravolcaniques, notamment les geysers.